# Zeolita

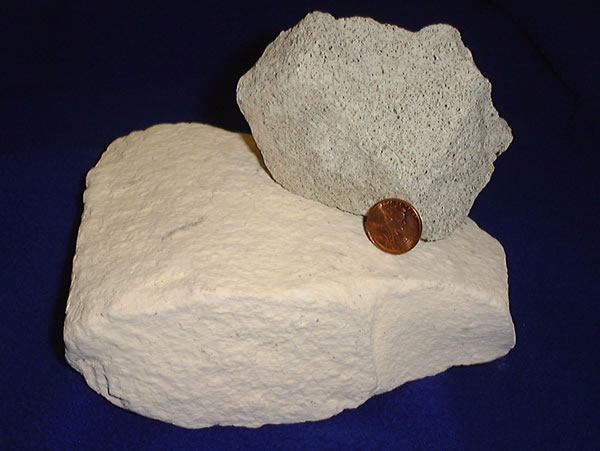
Zeolita.

Las zeolitas o ceolitas son minerales aluminosilicatos microporosos. Tienen la capacidad de hidratarse y deshidratarse de un modo reversible. Hasta octubre de 2012 se han identificado 206 tipos de zeolitas según su estructura, de los que más de 40 son naturales; los restantes son sintéticos. La zeolitas naturales se encuentran, tanto en rocas sedimentarias como en volcánicas y metamórficas.
Se suelen utilizar y vender como absorbentes comerciales. Como ejemplos de sus usos tenemos el refinado del petróleo, la coloración de líquidos y gases así como el control de la contaminación (polución). Esto ha hecho que exista una producción comercial de zeolitas artificiales de características particulares.

## Etimología

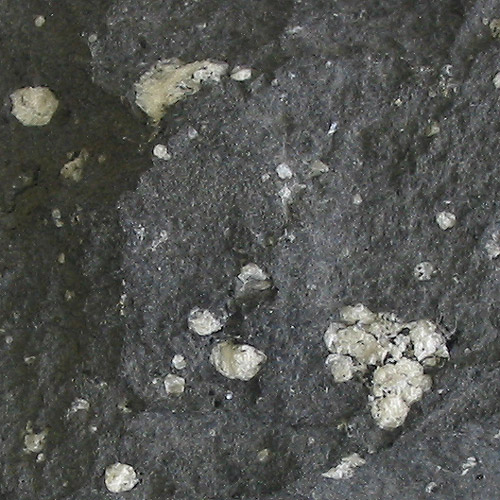
Andesita con vesículas amigdaloides rellenas con zeolita.

El término zeolita fue acuñado originalmente en 1756 por el mineralogista sueco Axel Fredrik Cronstedt, quien observó que al calentar rápidamente estilbita, se producen grandes cantidades de vapor de agua que había sido absorbida por el material. Con base en esto, llamó zeolita al material, donde el ζέω griego (zeo) significa "hervir" y λίθος (lithos), "piedra".

## Paragénesis
Los principales materiales geológicos donde yacen zeolitas son en rocas sedimentarias y en estratos volcánicos de diverso tipo. En cuanto a ambientes geológicos las zeolitas tienden a formarse en ambientes especifícos que pueden clasificarse así: lagunas salinas o alcalinas, superficies y suelos salinos o alcalinos, sedimentos de fondo oceánico, zonas donde agua percola en sistemas hidrológicos abiertos, zonas de alteración hidrotermal y durante la diagénesis de sedimentos.

## Estructura físico química
Las zeolitas están compuestas por tetraedros formados por un catión y cuatro átomos de oxígenos, es decir TO4. El catión, T, puede ser silicio (Si), aluminio (Al) o incluso germanio (Ge), aunque el silicio predomina. Al estar interconectados los tetraedros su fórmula es TO2 ya que tetrahedros adyacentes comparten oxígenos. Debido a que el aluminio tiene cargas más bajas que el silicio, la inclusión de aluminio es compensada químicamente por la inclusión de K, Na y Ca o menos frecuentemente por Li, Mg, Sr y Ba. Estos siete cationes, si bien forman parte de las zeolitas, no llegan a formar parte del armazón TO2. Las zeolitas se asemejan en estructura y química a los feldespatos con la diferencia que las zeolitas tienen cavidades más grandes y que albergan agua generalmente.

### Tipos de especies minerales
Existen varios tipos de zeolita natural, que surgen en las rocas sedimentarias y que se encuentran constituidas por aluminio, silicio, hidrógeno, oxígeno, y un número variable de moléculas de agua. Según la IMA se aceptan como minerales válidos las siguientes zeolitas:
| Mineral        | Familia      | Strunz   |
| -------------- | ------------ | -------- |
| Gonnardita     | Gismondinas  | 09.GA.05 |
| Mesolita       | Natrolitas   | 09.GA.05 |
| Natrolita      | Natrolitas   | 09.GA.05 |
| Paranatrolita  | Natrolitas   | 09.GA.05 |
| Escolecita     | Natrolitas   | 09.GA.05 |
| Tetranatrolita | No determin. | 09.GA.05 |
| Thomsonita-Sr  | Estilbitas   | 09.GA.10 |
| Thomsonita-Ca  | Estilbitas   | 09.GA.10 |
| Kalborsita     | Cabasitas    | 09.GA.15 |
| Edingtonita    | Cabasitas    | 09.GA.15 |

| Mineral       | Familia      | Strunz   |
| ------------- | ------------ | -------- |
| Amonioleucita | Analcimas    | 09.GB.05 |
| Leucita       | Analcimas    | 09.GB.05 |
| Analcima      | Analcimas    | 09.GB.05 |
| Hsianghualita | Analcimas    | 09.GB.05 |
| Litosita      | No determin. | 09.GB.05 |
| Polucita      | Analcimas    | 09.GB.05 |
| Wairakita     | Analcimas    | 09.GB.05 |
| Laumontita    | Heulanditas  | 09.GB.10 |
| Yugawaralita  | Estilbitas   | 09.GB.15 |
| Roggianita    | No determin. | 09.GB.20 |
| Goosecreekita | Gismondinas  | 09.GB.25 |
| Montesommaíta | Heulanditas  | 09.GB.30 |
| Partheíta     | No determin. | 09.GB.35 |

| Mineral        | Familia     | Strunz   |
| -------------- | ----------- | -------- |
| Amicita        | Gismondinas | 09.GC.05 |
| Garronita-(Ca) | Gismondinas | 09.GC.05 |
| Gobbinsita     | Gismondinas | 09.GC.05 |
| Gismondina     | Gismondinas | 09.GC.05 |
| Harmotoma      | Harmotomas  | 09.GC.10 |
| Phillipsita-Na | Harmotomas  | 09.GC.10 |
| Phillipsita-Ca | Harmotomas  | 09.GC.10 |
| Phillipsita-K  | Harmotomas  | 09.GC.10 |
| Merlinoíta     | Heulanditas | 09.GC.15 |
| Mazzita-Mg     | Heulanditas | 09.GC.20 |
| Mazzita-Na     | Heulanditas | 09.GC.20 |
| Perlialita     | Natrolitas  | 09.GC.25 |
| Boggsita       | Analcimas   | 09.GC.30 |
| Paulingita-Ca  | Natrolitas  | 09.GC.35 |
| Paulingita-K   | Natrolitas  | 09.GC.35 |
| Paulingita-Na  | Natrolitas  | 09.GC.35 |

| Mineral          | Familia      | Strunz   |
| ---------------- | ------------ | -------- |
| Gmelinita-Ca     | Gismondinas  | 09.GD.05 |
| Gmelinita-K      | Gismondinas  | 09.GD.05 |
| Gmelinita-Na     | Gismondinas  | 09.GD.05 |
| Chabasita-K      | Chabasitas   | 09.GD.10 |
| Chabasita-Ca     | Chabasitas   | 09.GD.10 |
| Chabasita-Na     | Chabasitas   | 09.GD.10 |
| Herschelita      | Chabasitas   | 09.GD.10 |
| Chabasita-Sr     | Chabasitas   | 09.GD.10 |
| Willhendersonita | Chabasitas   | 09.GD.10 |
| Levyna-Ca        | Heulanditas  | 09.GD.15 |
| Levyna-Na        | Heulanditas  | 09.GD.15 |
| Bellbergita      | Analcimas    | 09.GD.20 |
| Erionita-Ca      | Cabasitas    | 09.GD.20 |
| Erionita-K       | Cabasitas    | 09.GD.20 |
| Erionita-Na      | Cabasitas    | 09.GD.20 |
| Wenkita          | No determin. | 09.GD.25 |
| Offretita        | Natrolitas   | 09.GD.25 |
| Faujasita-Ca     | Cabasitas    | 09.GD.30 |
| Faujasita-Mg     | Cabasitas    | 09.GD.30 |
| Faujasita-Na     | Cabasitas    | 09.GD.30 |
| Maricopaíta      | Heulanditas  | 09.GD.35 |
| Mordenita        | Heulanditas  | 09.GD.35 |
| Dachiardita-Ca   | Cabasitas    | 09.GD.40 |
| Dachiardita-Na   | Cabasitas    | 09.GD.40 |
| Epistilbita      | Cabasitas    | 09.GD.45 |
| Ferrierita-K     | Cabasitas    | 09.GD.50 |
| Ferrierita-Mg    | Cabasitas    | 09.GD.50 |
| Ferrierita-Na    | Cabasitas    | 09.GD.50 |
| Bikitaíta        | Analcimas    | 09.GD.55 |

| Mineral           | Familia     | Strunz   |
| ----------------- | ----------- | -------- |
| Heulandita-Ba     | Heulanditas | 09.GE.05 |
| Clinoptilolita-Na | Heulanditas | 09.GE.05 |
| Clinoptilolita-K  | Heulanditas | 09.GE.05 |
| Clinoptilolita-Ca | Heulanditas | 09.GE.05 |
| Heulandita-Ca     | Heulanditas | 09.GE.05 |
| Heulandita-K      | Heulanditas | 09.GE.05 |
| Heulandita-Na     | Heulanditas | 09.GE.05 |
| Heulandita-Sr     | Heulanditas | 09.GE.05 |
| Estilbita-Ca      | Estilbitas  | 09.GE.10 |
| Estilbita-Na      | Estilbitas  | 09.GE.10 |
| Barrerita         | Estilbitas  | 09.GE.15 |
| Stellerita        | Estilbitas  | 09.GE.15 |
| Brewsterita-Ba    | Analcimas   | 09.GE.20 |
| Brewsterita-Sr    | Analcimas   | 09.GE.20 |

| Mineral       | Familia      | Strunz   |
| ------------- | ------------ | -------- |
| Terranovaita  | No determin. | 09.GF.05 |
| Gottardiíta   | No determin. | 09.GF.10 |
| Lovdarita     | No determin. | 09.GF.15 |
| Gaultita      | No determin. | 09.GF.20 |
| Chiavennita   | No determin. | 09.GF.25 |
| Tschernichita | Estilbitas   | 09.GF.30 |
| Mutinaíta     | No determin. | 09.GF.35 |
| Tschortnerita | No determin. | 09.GF.40 |
| Tornasita     | No determin. | 09.GF.50 |
| Direnzoíta    | No determin. | 09.GF.55 |
| Cowlesita     | Cabasitas    | 09.GG.05 |
| Mountainita   | No determin. | 09.GG.10 |
| Alflarsenita  | No determin. | 09.G     |

[:https://zeomediafilter.com/ https://zeomediafilter.com/]

## Usos
Las zeolitas tienen varios usos:
- La agricultura
- La acuicultura
- La alimentación del ganado
- Como intercambiador iónico
- Como catalizador en la industria química
- Como medio filtrante en el tratamiento de agua
- Como biorregulador

### Agricultura
Se utilizan como mejorador de suelo y tierra para aumentar la capacidad de retención de agua  y nutrientes en la zona de crecimiento,  mejorar la permeabilidad del suelo, y la conversión de nitrógeno, y previene la nitrificación de los suelos.  Se utiliza también  como aditivo en mezclas físicas de fertilizantes y pesticidas. Destaca la Reducción de la cantidad de irrigación, incrementa la eficiencia de los fertilizantes aportados en los cultivos y reduce la volatilización de nutrientes esenciales. 

### Acuicultura
Se utiliza principalmente para controlar los niveles de amoniaco en el agua y reducir ligeramente la dureza del agua. 
También se utiliza como suplemento alimenticio para secuestrar toxinas y mejorar la conversión alimenticia.

### Alimentación del ganado
En la actualidad se utiliza como suplemento alimenticio para el ganado, puesto que mejora la conversión alimenticia. 
Se ha demostrado que el ganado llega a incrementar su peso con el uso de zeolitas dado a una mejor aprovechamiento de los nutrientes aunque el porcentaje de incremento varía según la especie y el nivel de eficiencia y de productividad que tenga cada granja.
Es ideal para el control de diarreas, ya que  ayuda a regular la acidosis en el tracto digestivo y capturar agua y toxinas.
Se utiliza también como secuestrante de micotoxinas en especial de la aflatoxina AFBL1 y zearalenona, donde ha demostrado ser más eficiente que otras arcillas.

### Biorregulador
En el campo de la naturopatía, la zeolita se valora por sus diversas propiedades naturales. Se cree que tiene un efecto quelante, lo que le permite ayudar a eliminar metales pesados del organismo.  Además, se le atribuyen posibles beneficios como biorregulador de varios procesos biológicos, como la regulación de hormonas, la glucemia y las grasas.

### Intercambio iónico
Para que una zeolita natural sea eficiente ablandando aguas se requiere de un proceso de activación química que aumente su área superficial y su capacidad de absorción. Actualmente ya no se utilizan para suavizar agua, ya que las resinas sintéticas de intercambio iónico, las han superado ampliamente.

### Catalizador en la industria química
Son muy importantes para muchos procesos en petroquímica.
Las zeolitas, debido a sus poros altamente cristalinos, son consideradas como un tamiz molecular, pues sus cavidades son de dimensiones moleculares, de modo que al pasar las aguas duras, las moléculas más grandes se quedan y las más pequeñas siguen su curso, lo cual permite que salga un líquido más limpio, blando y cristalino. Paul Weisz descubrió en 1960 que algunos de estos tamices moleculares presentan selectividad de forma por lo que son altamente específicos para algunas aplicaciones catalíticas.
Pero esta capacidad tamizadora es limitada. Debido al diminuto tamaño de los poros, el agua que ingresa deberá tener una cantidad muy baja de sólidos y de turbiedad; de lo contrario la resina se tupirá rápidamente, haciendo el proceso económicamente inviable.
Su estructura cristalina está formada por tetraedros que se reúnen dando lugar a una red tridimensional, en la que cada átomo de oxígeno es compartido por dos átomos de silicio, formando así parte de los minerales tectosilicatos.

### Como medio filtrante en el tratamiento de agua
Se le ha dado cada vez un mayor uso como medio filtrante  como sustituto de la arena silica, y los filtros multicama. 
Por las siguientes razones:
- Tienen una área superficial 10 veces mayor que la arena y el multicama. Lo que le permite retener partículas más pequeñas y lograr una mayor filtración de sólidos suspendidos
- Debido a que son un 50% más liviano que la arena tienen una mayor permeabilidad lo que les brinda una mayor capacidad de carga de sólidos, lo que les permite brindar carreras de filtración más prolongadas y brindar ahorros sustanciales de agua y energía.

Sin embargo no todas las zeolitas naturales son aptas para este fin, ya que muchas de éstas o bien tienen una cantidad de arcillas y materiales solubles adheribles, que se libera al contacto con el agua, y no permiten que esta se limpie adecuadamente o bien poseen metales pesados que se liberan durante el proceso de filtración. 
Una investigación dirigida por Kenneth Tankersley, geólogo arqueológico de la Universidad de Cincinnati, revela que, desde hace dos milenios, los mayas fueron pioneros en la utilización de la zeolita para purificar el agua que bebía la población en la metrópolis de Tikal, en el noreste de la actual Guatemala.

## Principales países productores
El principal productor de zeolita es China. Su producción de zeolitas naturales entre 2011 y 2012 fue de 2 millones de toneladas.
En América Latina y el Caribe, Cuba tiene amplias reservas naturales del mineral, agrupadas en 18 yacimientos estudiados. Se llegó a ubicar entre los cinco grandes productores de zeolita a escala mundial, con una capacidad productiva instalada de 600 mil toneladas anuales a principios de la década de 1990 del siglo XX. Para el año 2017, la producción era de solamente 20 mil toneladas anuales.
Otros productores latinoamericanos son Ecuador y Chile, con una producción de 13 591 toneladas entre 2000 y 2005.